# Cordemex

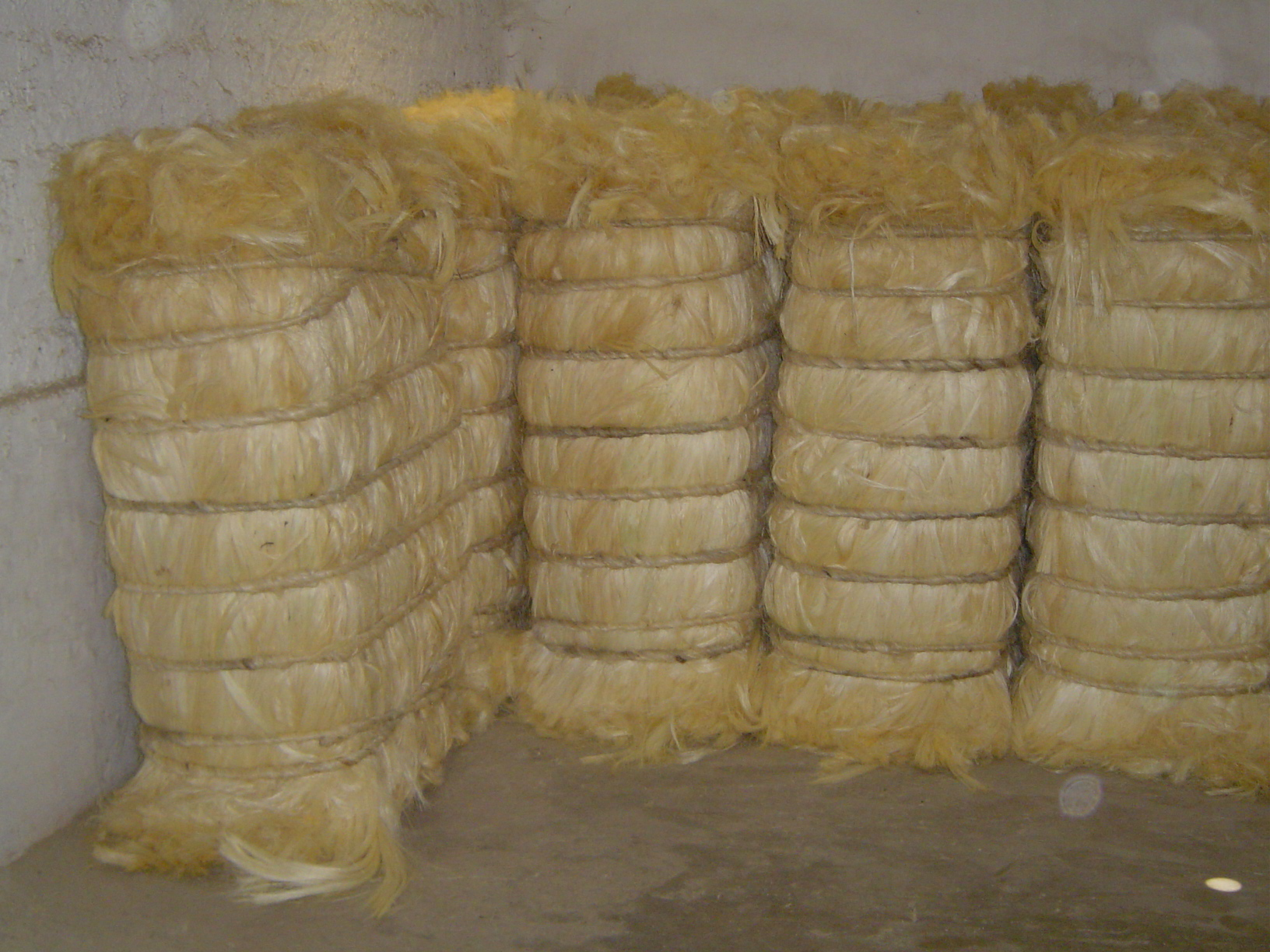
Pacas de fibra de henequén ("sosquil") almacenadas, listas para ser trasladadas a la cordelería para sufrir su última transformación industrial.

Cordemex fue una empresa mexicana creada en 1961 y liquidada en 1991. Encargada de industrializar y comercializar el henequén (también denominado sisal) en el Estado de Yucatán, México a lo largo de treinta años. Durante ese periodo, la empresa que fue el instrumento rector de la agroindustria henequenera de Yucatán, se convirtió en la entidad económica más importante de la región, llegando a depender de ella más de 4000 empleos directos y cerca de 250,000 indirectos. Estos últimos estuvieron representados por los campesinos productores del agave, que durante 150 años fue el cultivo emblemático de la economía de Yucatán. He aquí la historia de la agroindustria henequenera yucateca, del proceso que llevó a la creación  de Cordemex y de la culminación de tal proceso.

## Agroindustria henequenera de Yucatán

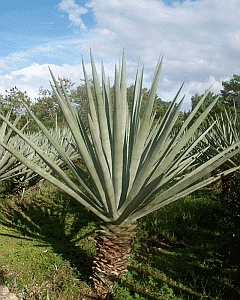
Henequén. Planta llamada Ki en lengua maya. Símbolo de la agricultura del Mayab.

El “oro verde” en Yucatán, como se llegó a llamar al henequén, ki en lengua maya, agave fourcroydes técnicamente, es una planta, nativa y propia de la zona más calcárea de la Península de Yucatán (la menos fértil), cuyo monocultivo extensivo representó la médula de la economía local durante poco más de un siglo a partir de la segunda mitad del siglo XIX, hasta casi finales del siglo XX.
El henequén, hasta la fecha, alimenta una agroindustria orientada a transformar el agave, primero en una fibra que se obtiene del "raspado" o desfibrado de las hojas previamente cortadas de la planta y después en diversos artículos manufacturados mediante el corchado, que es un proceso de hilatura, de la fibra y el ulterior procesamiento textil de tal corchado. 
En forma secundaria también se obtiene de la planta, particularmente del denominado jugo (mex) o zumo de la hojas o pencas, un licor parecido al tequila y ciertas substancias químicas usadas en la industria farmacéutica para la fabricación de anovulatorios, además de la cera contenida en la cutícula de tales hojas, que tiene algunas aplicaciones industriales.

## Antecedentes históricos de la agroindustria
La agroindustria del henequén se inicia en Yucatán aproximadamente en 1850, prácticamente a la par con la guerra de castas.
La leyenda establece al henequén como una planta sagrada de los mayas, cuya bondad y uso fueron  descubiertos por Zamná, sacerdote maya, fundador y habitante de Chichén Itzá y quien enseñó a su pueblo cómo beneficiarse del uso de la planta nativa (Ki). Fue así cultivado este agave en los patios de las casas de los mayas y utilizado desde la época precolombina, para obtener járcias, cordeles, sacos, bolsas, hamacas y otros implementos domésticos y de trabajo de gran utilidad.
La gestación de esta actividad económica, que habría de marcar indeleblemente por sus repercusiones sociales y políticas la historia de esta región de la República mexicana, se basó en el aprovechamiento de esta planta natural para obtener a escala industrial una fibra dura muy resistente, con la que se fabrican diversos productos de cordelería y textiles muy usados, aún en la actualidad. 
Destaca entre los usos de los cordeles de henequén, el enfardelado y el embalaje de la paja, del heno, entre otros, que deben empacarse convenientemente para sostener la alimentación del ganado estabulado durante los meses de invierno en los países del norte. Los productos derivados del agave satisficieron en su época una importante necesidad en el mercado mundial, de manera tal que la agroindustria resultó particularmente exitosa durante los primeros 90 años de su existencia (1850-1940). 
Es pues a mediados del siglo XIX cuando se inició propiamente la gran agroindustria henequenera gracias a varios factores concurrentes en el tiempo:
- El cultivo extensivo de una planta propia y natural de la región, impulsado por la propiedad feudal de las haciendas;

- La abundante mano de obra campesina ofrecida por la población maya de la región, en ese entonces en plena rebelíón (a mediados del siglo XIX se iniciaba la llamada guerra de castas), pero al mismo tiempo y paradójicamente, sometida rigurosamente;

- El desarrollo de maquinaria industrial (el "tren de raspa") que vino a facilitar el proceso de desfibración para la obtención del sosquil[7] (castellanización del término maya usado para denominar la fibra del henequén: (tsots ki) contenido en las hojas del agave, sosquil con el que después se fabrican los productos derivados; y

- El desarrollo de maquinaria agrícola (la engavilladora McCormick que permitió el uso intensivo de la cuerdas de henequén en su aplicación más exitosa.

## Principio delsigloXX: época revolucionaria
Hacia principios del siglo XX la agroindustria henequenera en Yucatán se había convertido en pivote de la economía local, en una fuente de enorme riqueza para los hacendados y comerciantes locales involucrados en la actividad y en una explotación inhumana de cientos de miles de campesinos mayas acasillados en las grandes haciendas productoras, al punto de que hubo quien denominó a la actividad como la "industria de la esclavitud".
Se llegaron a producir en esos años más de 200,000 toneladas anuales de fibra de henequén exportándose la mayor parte al mercado norteamericano y europeo, en donde por virtud de la invención de las máquinas engavilladoras que habían sido diseñadas para usar alambre y después modificadas para utilizar el hilo de henequén, este se convirtió en producto de primera necesidad agrícola para los consumidores.
Fue tan grande la aportación en divisas a la economía regional que durante la revolución mexicana, el ejército constitucionalista comandado por Venustiano Carranza, en grave necesidad de recursos para financiar  la lucha armada, nombró al General Salvador Alvarado para intervenir en la administración yucateca después de que este hubo derrotado militarmente a los grupos contra-revolucionarios que operaban en la región. De esta forma el General sinaloense se erigió en Gobernador de Yucatán de 1915 a 1917, teniendo su presencia en el estado una influencia decisiva en el desarrollo de la agroindustria henequenera para la que, entre otras medidas, estableció la Comisión Reguladora de los Precios del Henequén y también los mecanismos para la liberacón de los campesinos sojuzgados por la denominada Casta divina.
La evolución del mercado internacional, la situación monopólica que entonces ejercía el estado de Yucatán en los mercados con su producto y los intereses que se fueron creando, así como el volumen de negocios que este comercio llegó a representar, propiciaron la extracción del material vegetativo de su medio natural y exclusivo que era Yucatán, hacia otros lugares del mundo. Primero la Florida, en los Estados Unidos,  después Cuba, Israel, algunos países del África como Tanzania y por último Brasil, fueron adoptando el cultivo, con mayor o menor éxito,  modificándose con el transcurrir del tiempo, desde el material agrícola mismo, mediante la híbridación de las plántulas, hasta los mecanismos productivos e industriales que se reinventaron en otras regiones. El henequén yucateco fue perdiendo competitividad y mercados, y la actividad económica relacionada en su medio original comenzó a decaer.

## Etapa posrevolucionaria

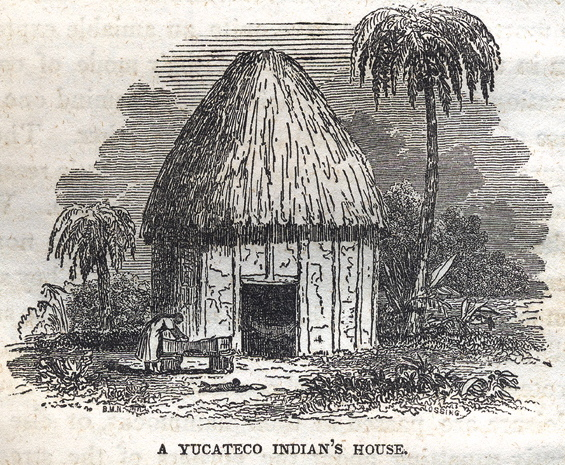
Mientras la agroindustria fue capaz de generar gran riqueza para unos cuantos, el sustrato humano que la hizo posible, el campesino maya, siguió viviendo en una gran pobreza.

Otro cambio radical se gesta cuando en 1937 el general Lázaro Cárdenas del Río, entonces Presidente de México, expropia las haciendas henequeneras en el marco de la Reforma Agraria que impulsó durante su gobierno, a fin de crear el ejido henequenero en el estado de Yucatán dándole la propiedad de las tierras de cultivo a los campesinos que las trabajaban para hacer posible esta producción agrícola. A pesar de que la Revolución Mexicana cumplió, con esta expropiación, con su intención de otorgar justicia social, desde la perspectiva de la agroindustria se desintegró a partir de entonces, con tal medida, la actividad agrícola propiamente dicha de la fase industrial, lo que condujo a una pérdida de la eficiencia productiva global y de la capacidad competitiva de la región frente a otras zonas productoras que, en el contexto internacional y al cabo del tiempo, se habían venido consolidando como actores importantes en el mercado.
Poco tiempo después, el mismo año de 1937, para resolver el conflicto que se presentó entre quienes cultivaban el henequén (los nuevos ejidatarios) y quienes lo industrializaban y comercializaban (los ex-hacendados y pequeños propietarios entre otros agentes) se creó una asociación que funcionó bajo el amparo del estado, denominada Henqueneros de Yucatán, para hacer la tarea de vigilar, dirigir y regular la industria. Nunca pudieron ser resueltos los conflictos de interés y las contradicciones que se daban entre quienes antes habían sido dueños y señores y quienes fueron su servidumbre, transformados en proveedores de la materia prima. En 1955, por disposición del gobierno federal fue disuelta la entidad, para dar paso a la intervención en la agroindustria del  Banco de Crédito Ejidal (otra instancia dependiente del gobierno federal) a través de mecanismos crediticios mediante los que se intentó resolver la problemática de la agroindustria.

## Creación de Cordemex

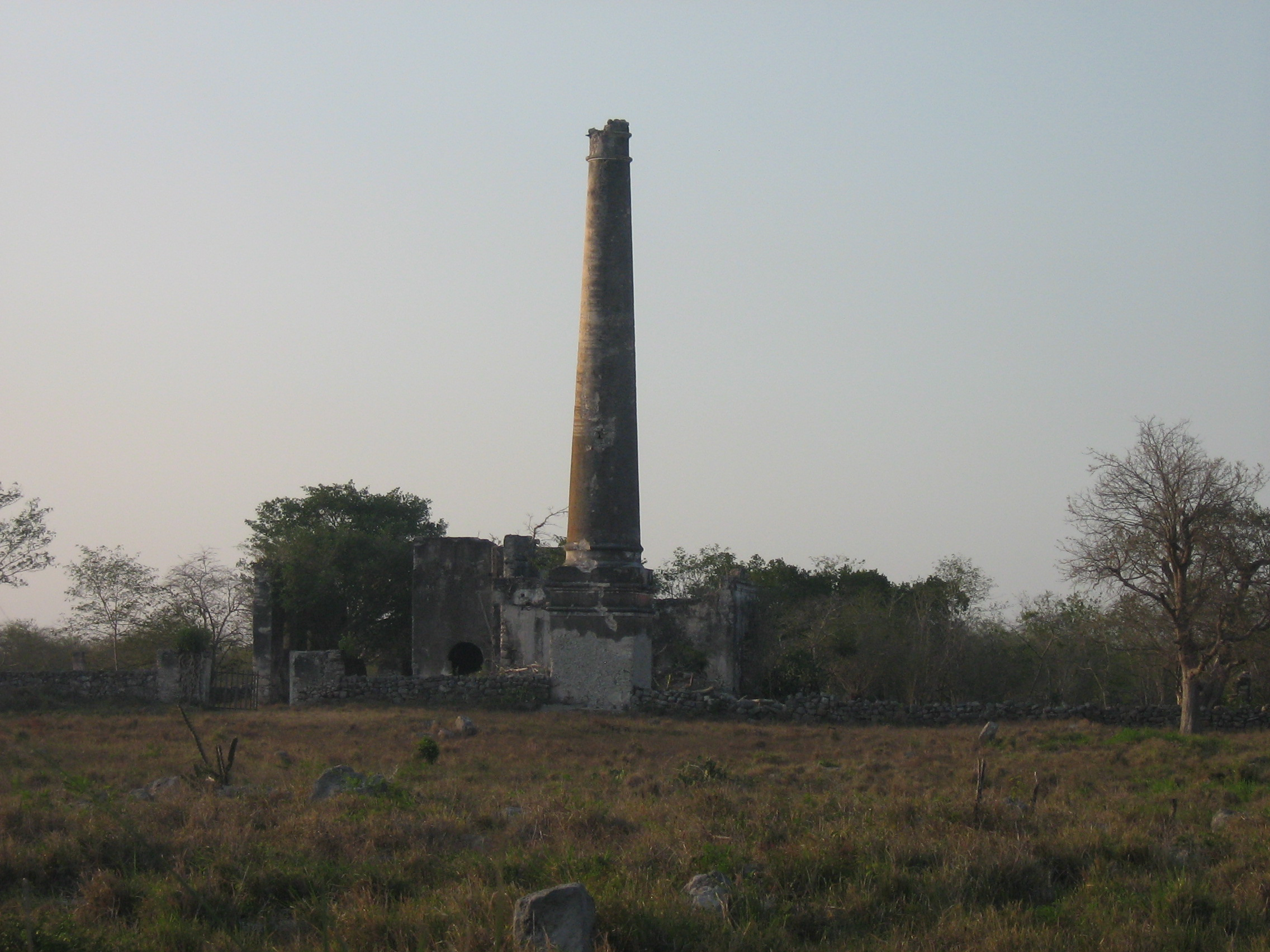
Vestigios de una hacienda henequenera. Sigue erecta la chimenea del cuarto de máquinas. Como esta, existieron cientos a lo ancho del extensa región que ocupó la agroindustria durante su auge, hacia principios del.

Sin haberse resuelto las contradicciones internas de la actividad en Yucatán, la alcanzó el desarrollo tecnológico y la invención de las fibras sintéticas a partir de derivados petrolíferos. Estas, que a partir de la Segunda Guerra Mundial, se convirtieron en sucedáneas de las fibras naturales en general y particularmente de la del henequén, contribuyeron a generar otra gran crisis  a la agroindustria henequenera yucateca, que vio acentuado así su proceso de declinación.
En 1961, ya en plena crisis, pero con una contribución todavía muy importante a la sociedad y a la economía del estado de Yucatán y con el propósito de reestructurar la industria cordelara, se crea Cordemex por un grupo de empresarios interesados en el saneamiento de la actividad. Poco tiempo después, ante la ineficacia de los esfuerzos privados que la gestaron, y con el fin de dar aliento y recomponer la situación de esta agroindustria clave para la región, interviene otra vez el gobierno federal mediante la adquisición de la mayoría de las partes del capital social de la empresa, considerada entonces como de enorme interés social y por ende político. En diciembre de 1961 se convierte Cordemex en una empresa paraestatal.
Ya dueño de la empresa el gobierno federal invierte importantes recursos en la transformación del aparato industrial con miras a darle al campesinado yucateco dependiente del monocultivo del henequén un apoyo sólido, industrializando y comercializando los derivados de la fibra del agave. En ese entonces dependían del henequén la casi totalidad de la población de los 62 municipios de Yucatán -de un conjunto de 106-, llegando a representar más de 150,000 campesinos, que junto con sus familias constituían un porcentaje mayoritario de la población total de la entidad federativa. Era esta una población de origen maya que disponía apenas de exiguos recursos e ingresos en la región.
Durante las primeras décadas de su funcionamiento, Cordemex logró constituir el complejo industrial más grande y moderno del mundo para la industrialización de la fibra del henequén.  Las instalaciones llegaron a incluir 24 unidades fabriles: 20, dispersas en la extensa zona henequenera destinadas a la desfibración del henequén; las demás dentro de un conjunto en la ciudad de Mérida: una, para la fabricación de hilos y járcias; una, para la producción de sacos y telas; una, para fabricar tapetes y recubrimientos de muros; una más, para la obtención de esteroides -moléculas químicas usadas en la industria farmacéutica- extraídos del zumo (aguas residuales del proceso de desfibración) del henequén.
Los productos fabricados se vendieron en muchos países del mundo y una corta época de relativo auge se vivió en la región al lograrse que la empresa captara cerca del 100% de la producción agrícola henequenera. No se logró sin embargo el objetivo primordial de la empresa: que el valor de la producción obtenido de los mercados se reflejara en una mejor economía para la clase trabajadora, especialmente la campesina que continuó marginada y depauperada. 
Una cierta mejoría en la economía familiar fue percibida por el sector obrero que laboró en la empresa, gracias a un sindicalismo agresivo y reivindicativo.  Este sector, que llegó a representar más de 4000 obreros -comparativamente con el sector campesino que se mantuvo en la pobreza-, se benefició de la organización del aparato industrial y de la orientación política del gobierno mexicano que lo privilegió relativamente.
Durante los años que siguieron, los mercados internacionales del henequén continuaron debilitándose ante el crecimiento de las fibras sintéticas, especialmente del polipropileno, que fue sustituyendo por su mejor valor en uso a las fibras duras en muchas de las aplicaciones que por largo tiempo fueron exclusivas de estas. Paralelamente, la competitividad de la agroindustria henequenera yucateca fue decreciendo con relación a la de otros países, particularmente Brasil, cuya producción de fibra dura fue ganando participación en los mercados internacionales.

## Cierre de la empresa y reordenación henequenera
Así, la economía propia de la empresa y el valor agregado que esta llegó a generar con sus productos y sus ventas, no fue suficiente para remunerar económicamente al conjunto social que pretendía vivir de la agroindustria y que, día a día, experimentaba una más difícil situación, porque mientras la base social -el número de campesinos que participaban en la agroindustria- crecía, la actividad comercial declinaba. La actividad en su conjunto vivió crónicamente una ||||situación de pérdidas que fueron creciendo y acumulándose. 
Al cabo de los años, la agroindustria se hizo más dependiente del subsidio –única forma de compensar sus pérdidas- que era proveído por el gobierno federal mediante recursos fiscales. Los montos de este fueron cada vez mayores, hasta que a principios de los años ochenta la situación se tornó inmanejable, sobre todo a la luz de otra crisis económica generalizada que padeció México, por entonces víctima de la primera gran caída de los precios mundiales del petróleo del siglo XX.

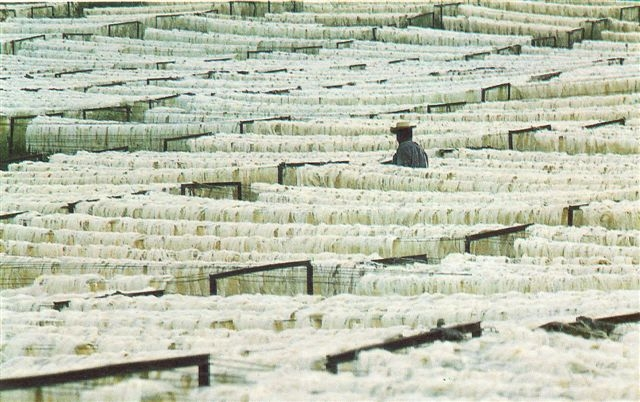
Secador solar para la fibra de henquén. Instalaciones de Cordemex en la desfibradora de Ixil (municipio), zona henequenera, Yucatán, México.

A pesar de que a partir de 1983 Cordemex redujo al mínimo sus pérdidas mediante un acciones de racionalización de las actividades estrictamente industriales, llegando inclusive a su punto de equilibrio económico en 1983 y 1984, dejando así de ser una pesada carga para el erario público,  se decidió en aquellas circunstancias emprender un programa de reordenación mayor de la actividad henequenera, teniéndose como ejes fundamentales de este, el redimensionamiento de la agroindustria y la diversificación económica del estado de Yucatán.)
Es en el gobierno del presidente Miguel de la Madrid Hurtado, y del gobernador  de Yucatán, Víctor Cervera Pacheco, cuando se inicia este programa político-social, viniendo a culminar seis años más tarde bajo el gobierno de Dulce María Sauri Riancho, cuando, a finales de 1991, se disuelve Cordemex como empresa pública paraestatal, reprivatizándose las actividades industriales que estaban vigentes y eliminándose también las estructuras burocráticas que administraban los mecanismos del subsidio federal, acusadas constantemente de prácticas corruptas.
Al mismo tiempo, es en esta etapa en la que se deslinda el gobierno de la República de las actividades de la agroindustria henequenera y se impulsan, con inversiones públicas en infraestructura y con apoyos específicos, otras actividades económicas que darían cauce a la diversificación económica de la región y a su problemática social, siendo las más conspicuas las relativas al sector turismo, a la infraestructura carretera, al sector manufacturero (industria maquiladora) y a otras ramas de la actividad agropecuaria, como la ganadería y la citricultura.
Durante su período como empresa paraestatal,  fueron directores de Cordemex, Miguel Olea Enríquez; Federico Rioseco Gutiérrez; Carlos Capetillo Campos; Rodolfo Menéndez Menéndez; Juan Duch Gary, Luis Felipe Riancho Seguí y Raúl Torre Rodríguez a quien correspondió liquidar la empresa.
En 1975 la empresa Cordemex decidió editar una obra de gran interés cultural y colectivo como parte de su función social. Así, impulsó y financió la edición del Diccionario Maya Cordemex, obra lexicográfica maya - español, en la actualidad reconocida de singular valor para los estudiosos de la cultura maya y tal vez la más amplia e importante en su género.

## Situación actual
En la actualidad la agroindustria henequenera de Yucatán tiene un carácter residual y en cierta forma marginal, dentro de un contexto económico de mayor diversificación. Ki ya no tiene el monopolio del paisaje en la vieja zona henequenera. El grupo de campesinos aún dedicados al cultivo de la planta representa una fracción menor de lo que fue. No es ya frecuente encontrar campesinos jóvenes dedicados a esta actividad y aún la gente mayor que sí la ejerce, se sostiene en ella de manera parcial, teniéndose por lo general otras fuentes de ingreso. Consecuentemente, la producción de fibra se ha contraído significativamente (ca. 23,000 toneladas en 2007) y la industria cordelera y textil de carácter privado que aún pervive en el estado de Yucatán debe complementar su aprovisionamiento mediante importaciones de fibra provenientes en su mayoría de Brasil y América Central. Del emporio agroindustrial que existió años atrás y que fue durante un tiempo largo el eje de toda la actividad económica de la región, montado sobre un esquema de explotación humana, primero, y de subsidio irracional después, no queda sino una discreta sombra y una historia centenaria rica de significado social, político y económico.
(La siguiente tabla fue tomada y traducida de Wiki (Fr) Sisal)
| Producción en toneladas de henequén y de otras fibras provenientes de agaves. Cifras 2004-2005 Datos de FAOSTAT (FAO) Base de datos de la FAO |            |       |            |       |
| Brasil | 199 322,00 | 54 %  | 213 082,00 | 55 %  |
| México | 26 636,00  | 7 %   | 26 636,00  | 7 %   |
| Kenia | 25 000,00  | 7 %   | 25 000,00  | 6 %   |
| Tanzania | 23 500,00  | 6 %   | 23 500,00  | 6 %   |
| Colombia | 21 498,00  | 6 %   | 22 000,00  | 6 %   |
| Madagascar | 17 000,00  | 5 %   | 17 000,00  | 4 %   |
| China | 16 000,00  | 4 %   | 16 000,00  | 4 %   |
| Cuba | 11 700,00  | 3 %   | 11 730,00  | 3 %   |
| Haití | 5 500,00   | 1 %   | 5 500,00   | 1 %   |
| Nicaragua | 4 350,00   | 1 %   | 4 350,00   | 1 %   |
| Filipinas | 4 000,00   | 1 %   | 4 000,00   | 1 %   |
| Venezuela | 3 239,00   | 1 %   | 3 500,00   | 1 %   |
| Ecuador | 4 963,00   | 1 %   | 3 465,00   | 1 %   |
| El Salvador | 2 500,00   | 1 %   | 2 500,00   | 1 %   |
| Marruecos | 2 200,00   | 1 %   | 2 200,00   | 1 %   |
| Otros | 5 000,00   | 1 %   | 5 000,00   | 1 %   |
| Total | 372 408,00 | 100 % | 385 463,00 | 100 % |

## Véase también

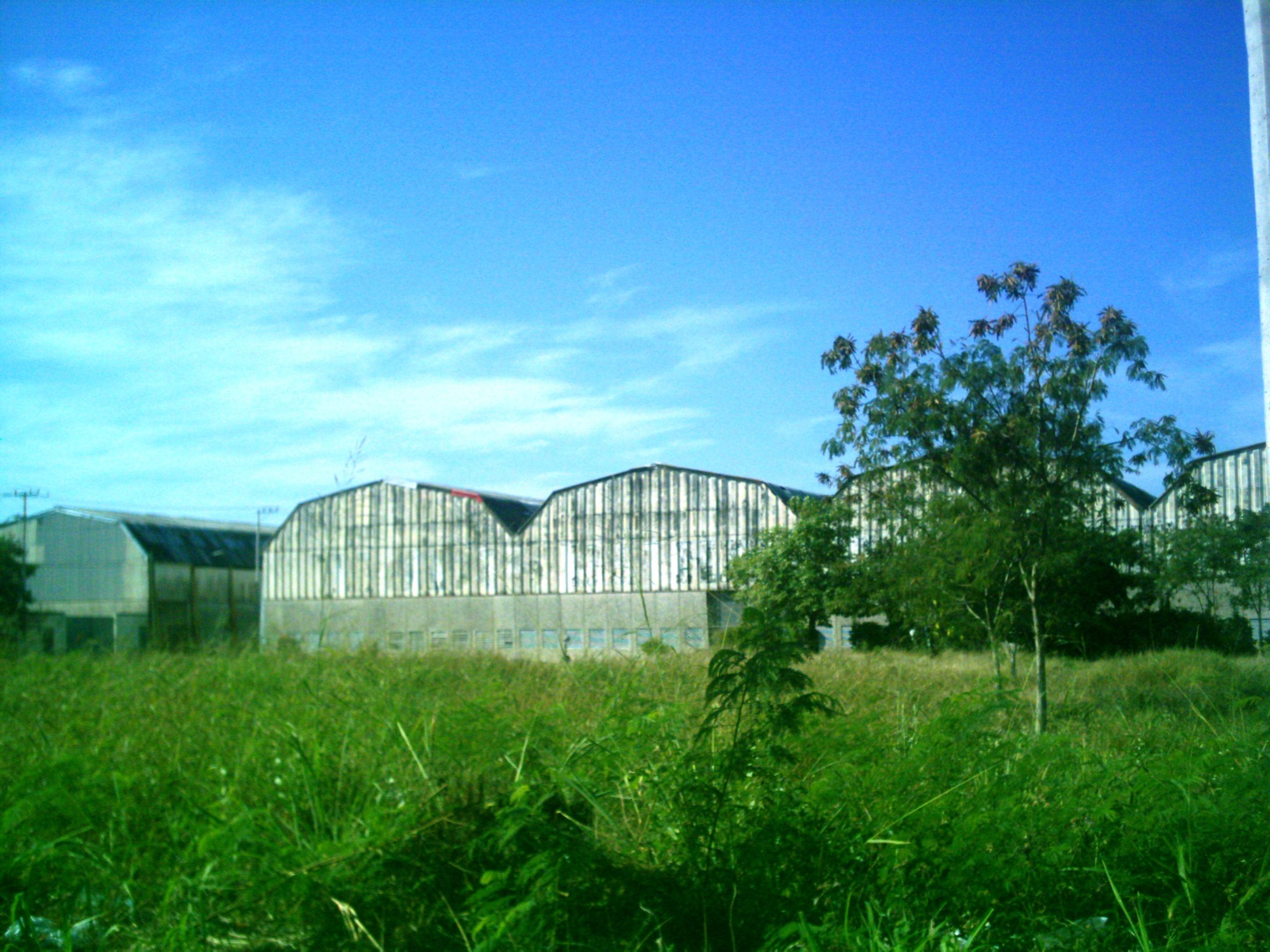
Naves industriales de Cordemex, en Mérida, ubicadas en la Unidad Revolución en el centro fabril hoy denominado Siglo XXI